# Полянская Гута
Полянская Гута (укр. Полянська Гута) — село в Турье-Реметовской сельской общине Ужгородского района Закарпатской области Украины.
Население по переписи 2001 года составляло 465 человек. Почтовый индекс — 89232. Телефонный код — . Занимает площадь 24,81 км².
На территории села преобладает умеренно-холодный климат (770 мм осадков).